# Богдановский сельсовет (Миякинский район)
Богда́новский сельсове́т — муниципальное образование в Миякинском районе Башкортостана.
Административный центр — село Богданово.

## История
Согласно Закону о границах, статусе и административных центрах муниципальных образований в Республике Башкортостан имеет статус сельского поселения.
В 1980 году из состава сельсовета исключён посёлок Покровка.
Указ Президиума ВС Башкирской АССР от 05.11.1980 г. № 6-2/359 «Об исключении некоторых населённых пунктов из учётных данных по административно-территориальному делению Башкирской АССР»:

Президиум Верховного Совета Башкирской АССР постановляет:
В связи с переселением жителей и фактическим прекращением существования исключить из учётных данных по административно-территориальному делению Башкирской АССР следующие населенные пункты:
по Миякинскому району:
п. Покровка Богдановского сельсовета.

## Население
| 2002  | 2009  | 2010  | 2012  | 2013  | 2014  | 2015  |
| ----- | ----- | ----- | ----- | ----- | ----- | ----- |
| 2207  | ↗2222 | ↘1880 | ↘1826 | ↘1780 | ↘1746 | ↘1707 |
| 2016  | 2017  | 2018  |       |       |       |       |
| ↘1692 | ↘1647 | ↘1622 |       |       |       |       |

## Состав сельского поселения
| № | Населённый пункт | Тип населённого пункта       | Население |
| - | ---------------- | ---------------------------- | --------- |
| 1 | Богданово        | село, административный центр | ↘474      |
| 2 | Тамьян-Таймас    | село                         | ↘516      |
| 3 | Канбеково        | село                         | ↘483      |
| 4 | Култай-Каран     | деревня                      | ↘204      |
| 5 | Чиряштамак       | деревня                      | ↘132      |
| 6 | Зириклыкуль      | деревня                      | ↘71       |

## Известные уроженцы
- Зиязетдинов, Рим Саляхович (род. 19 апреля 1953) — театральный актёр, Народный артист Республики Башкортостан (2004)[17].
- Мифтахов, Мансур Сагарьярович (род. 23 июля 1947) — химик, доктор химических наук (1988), профессор (1991), член-корреспондент АН РБ, лауреат Государственной премии РФ (1992)[18][19].